# René Dupéré
Pour les articles homonymes, voir Dupéré.
René Dupéré (né en 1946) est un compositeur québécois originaire de Mont-Joli.

## Biographie
Originaire de Mont-Joli, dans le Bas-St-Laurent, le compositeur obtient tout d'abord un baccalauréat en philosophie avant d'entreprendre sa carrière de musicien. Rapidement, il développe un style de composition qui lui est propre et tout a fait unique en son genre; un mélange des structures classiques et du modernisme des synthétiseurs, entremêlé des sonorités de la musique du monde. Cette façon de composer lui permet de se tailler une place de choix dans le milieu culturel québécois, autant pour la télé et la publicité, que pour les films. Par contre, c'est son travail au sein du Cirque du Soleil (Le Cirque Réinventé, La Nouvelle expérience, Saltimbanco, Mystère, Alegria, Ka et Zed), ainsi que pour de grands évènements historiques (Cérémonies marquant la rétrocession de Hong Kong à la Chine) qui lui donne une renommée internationale et lui permet de vendre plus de deux millions d'albums à travers le monde.
En 2002, il fonde, avec son épouse, une ONG pour venir en aide aux femmes béninoises.
En 2015, il retrouve Francesca Gagnon (la voix d'Alegria), pour un nouvel album intitulé Chante-moi une histoire, sur lequel ils revisitent des pièces du répertoire français et des musiques du monde.

## Filmographie
- 1986 : La Magie continue (TV)
- 1986 : Anne Trister
- 1989 : La Toile blanche
- 1989 : Ballade urbaine
- 1991 : Nouvelle expérience (TV)
- 1991 : The Irises
- 1995: Assassin
- 1997 : Saltimbanco (TV)
- 1998: Barney’s Great Adventure,  la chanson“Who’s Inside It
- 1998 : L'Ombre de l'épervier (série TV)
- 2003 : Oïo
- 2004 : Ciertos vacíos
- 2004 : La Peau blanche
- 2006: La Luna en Botella
- 2008 : Voyage au centre de la Terre (Journey to the Center of the Earth) (TV)

## Discographie
- 1987: Le Cirque du Soleil  (Cirque du soleil)[8]
- 1989: Nouvelle expérience (Cirque du soleil)[9]

- 1990: Saltimbanco  (Cirque du soleil)[10]

- 1993: Mystère (Cirque du soleil)[11]

- 1994: Alegria (Cirque du soleil)[12]
- 1996: Voyage (Élise Velle)

- 1998: Xotika (Holiday on ice)

- 1998: L’Ombre de l’épervier (bande sonore)[13]
- 2000: L’ombre de l’épervier 2 (bande sonore)

- 2001: La belle est dans ton camp (Élise Velle)[14]

- 2005: KA (Cirque du soleil)[15]

- 2009: Energia: (Holiday on ice)[16]

- 2009: ZED (Cirque du soleil)[17]

## Récompenses et nominations

### Récompenses
- Félix pour Microsillon de l'année instrumental, Cirque du Soleil en 1988[18]
- Felix du réalisateur de disque de l'année pour Alegria en 1995[19].
- Golden Award de la meilleure musique originale pour Ismya Vova au New York Publicity Festival de 1998.
- Nommé Chevalier de la Pléiade en 2006.
- Prix Hagood Hardy décernés par la Société canadienne des auteurs, compositeurs et éditeurs de musique (SOCAN)(2008[20]).

### Nominations
- Nomination aux  prix Grammy pour Meilleur arrangement instrumental accompagné de vocal (1995) [21]
- Nomination à l’ADISQ pour le disque VOYAGE (1997)[22]

## Anecdotes
- Il est l'auteur d'une partie de la musique du spectacle marquant la rétrocession de Hong Kong à la Chine en 1997.
- Il est aussi le compositeur de la musique des spectacles Saltimbanco, Alegría et Kà du Cirque du Soleil.
- Une version quelque peu modifiée de la pièce « EARTH » (tiré du disque XOTIKA) est utilisée comme trame sonore de la cinépeinture Oïo créée par Simon Goulet  en 2003.

Avant de faire carrière, il a été professeur de musique à la polyvalente de L'Ancienne-Lorette, Québec.